# Jugosławia w Konkursie Piosenki Eurowizji
Jugosławia uczestniczyła w Konkursie Piosenki Eurowizji od 1961 do 1992. Jako jedyne socjalistyczne państwo aktywnie uczestniczyła w konkursach organizowanych przez Europejską Unię Nadawców (EBU). Konkursem w kraju zajmował się jugosłowiański nadawca publiczny Jugosłowiańskie Radio i Telewizja (JRT).
Reprezentantami Jugosławii byli zwycięzcy krajowego konkursu muzycznego Jugowizja lub Opatija Festival. Kraj zwyciężył w finale konkursu w 1989, dzięki czemu 35. Konkurs Piosenki Eurowizji w 1990 odbył się w Zagrzebiu.
W wyniku rozpadu kraju w 1993 w konkursie zadebiutowały Bośnia i Hercegowina, Chorwacja oraz Słowenia, w 1998 – Macedonia, w 2004 – Serbia i Czarnogóra, a w 2007 – w związku z ogłoszeniem niepodległości Czarnogóry – osobno Serbia i Czarnogóra. W 2008 chęć udziału w EBU zgłosił publiczny nadawca Kosowa.

## Uczestnictwo

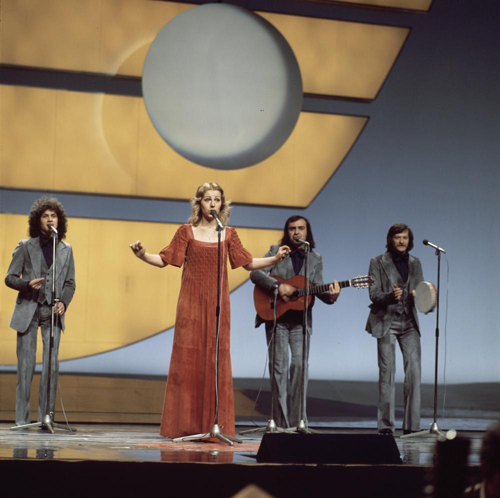
Ambasadori podczas 21. Konkursu Piosenki Eurowizji (1976)

Jugosławia uczestniczyła w Konkursie Piosenki Eurowizji od 1961 do 1992 roku. Poniższa tabela uwzględnia nazwiska jugosłowiańskich reprezentantów, tytuły konkursowych piosenek oraz wyniki osiągnięte w danej edycji festiwalu.
| Rok                                    | Artysta                          | Piosenka                  | Język             | Finał      | Finał      |
| Rok                                    | Artysta                          | Piosenka                  | Język             | Miejsce    | Punkty     |
| -------------------------------------- | -------------------------------- | ------------------------- | ----------------- | ---------- | ---------- |
| 1961                                   | Ljiljana Petrović                | „Neke davne zvezde”       | serbsko-chorwacki | 8          | 9          |
| 1962                                   | Lola Novaković                   | „Ne pali svetla u sumrak” | serbsko-chorwacki | 4          | 10         |
| 1963                                   | Vice Vukov                       | „Brodovi”                 | serbsko-chorwacki | 11         | 3          |
| 1964                                   | Sabahudin Kurt                   | „Život je sklopio krug”   | chorwacki         | 13         | 0          |
| 1965                                   | Vice Vukov                       | „Čežnja”                  | serbsko-chorwacki | 12         | 2          |
| 1966                                   | Berta Ambrož                     | „Brez besed”              | słoweński         | 7          | 9          |
| 1967                                   | Lado Leskovar                    | „Vse rože sveta”          | słoweński         | 8          | 7          |
| 1968                                   | Luči Kapurso & Hamo Hajdarhodžić | „Jedan dan”               | serbsko-chorwacki | 7          | 8          |
| 1969                                   | Ivan & 3M                        | „Pozdrav svijetu”         | serbski           | 13         | 5          |
| 1970                                   | Eva Sršen                        | „Pridi, dala ti bom cvet” | słoweński         | 11         | 4          |
| 1971                                   | Krunoslav Slabinac               | „Tvoj dječak je tužan”    | serbsko-chorwacki | 14         | 68         |
| 1972                                   | Tereza Kesovija                  | „Muzika i ti”             | chorwacki         | 9          | 87         |
| 1973                                   | Zdravko Čolić                    | „Gori vatra”              | serbsko-chorwacki | 15         | 65         |
| 1974                                   | Korni Grupa                      | „Moja generacija”         | serbsko-chorwacki | 12         | 6          |
| 1975                                   | Pepel in Kri                     | „Dan ljubezni”            | słoweński         | 13         | 22         |
| 1976                                   | Ambasadori                       | „Ne mogu skriti svoj bol” | serbsko-chorwacki | 17         | 10         |
| Brak reprezentanta w latach 1977-1980. |                                  |                           |                   |            |            |
| 1981                                   | Vajta                            | „Leila”                   | bośniacki         | 15         | 35         |
| 1982                                   | Aska                             | „Halo Halo”               | serbsko-chorwacki | 14         | 21         |
| 1983                                   | Danijel Popović                  | „Džuli”                   | serbsko-chorwacki | 4          | 125        |
| 1984                                   | Vlado & Isolda                   | „Ciao, Amore”             | serbsko-chorwacki | 18         | 26         |
| 1985                                   | Zorica Kondža feat. Josip Genda  | „Pokora”                  |                   | Rezygnacja | Rezygnacja |
| 1986                                   | Doris Dragović                   | „Željo moja”              | serbsko-chorwacki | 11         | 49         |
| 1987                                   | Novi fosili                      | „Ja sam za ples”          | serbsko-chorwacki | 4          | 92         |
| 1988                                   | Srebrna Krila                    | „Mangup”                  | serbsko-chorwacki | 6          | 87         |
| 1989                                   | Riva                             | „Rock Me”                 | serbsko-chorwacki | 1          | 137        |
| 1990                                   | Tajči                            | „Hajde da ludujemo”       | serbsko-chorwacki | 7          | 81         |
| 1991                                   | Bebi Dol                         | „Brazil”                  | serbsko-chorwacki | 21         | 1          |
| 1992                                   | Extra Nena                       | „Ljubim te pesmama”       | serbski           | 13         | 44         |

Legenda:
     1. miejsce

## Historia głosowania w finale (1975-1992)
Poniższe tabele pokazują, którym krajom Jugosławia przyznaje w finale najwięcej punktów oraz od których państw jugosłowiańscy reprezentanci otrzymują najwyższe noty.
| L.p. | Kraj            | Punkty |
| ---- | --------------- | ------ |
| 1    | Włochy          | 62     |
| 2    | Szwajcaria      | 61     |
| 3    | Wielka Brytania | 57     |
| 4    | Francja         | 56     |
| 5    | Izrael          | 54     |

| L.p. | Kraj     | Punkty |
| ---- | -------- | ------ |
| 1    | Turcja   | 80     |
| 2    | Izrael   | 64     |
| 3    | Cypr     | 59     |
| 4    | Dania    | 52     |
| 5    | Islandia | 48     |

## Konkurs Piosenki Eurowizji zorganizowany w Jugosławii
Jugosławia była gospodarzem Konkursu Piosenki Eurowizji w 1990 roku. Koncert finałowy odbył się wówczas w Hali Koncertowej im. Vatroslava Lisinskiego w Zagrzebiu.
| Rok  | Miasto  | Miejsce                                                | Prowadzący                   |
| ---- | ------- | ------------------------------------------------------ | ---------------------------- |
| 1990 | Zagrzeb | Hala Koncertowa im. Vatroslava Lisinskiego w Zagrzebiu | Helga Vlahović Oliver Mlakar |